# Uncle Earl
Uncle Earl est un groupe d'americana et old-time music formé en 2000 par KC Groves (en) et Jo Serrapere. Il est aujourd'hui constitué de cinq femmes :
KC Groves, Kristin Andreassen (en), Stephanie Coleman, Paula Bradley, et Rachel Eddy. Le groupe a sorti deux albums et trois EP, leur cinquième album Waterloo, Tennessee est produit par John Paul Jones de Led Zeppelin. Le groupe est fréquemment en tournée et ses membres mènent également des carrières solo.

## Membres

### Membres actuels
En 2014, le groupe était composé de :
- KC Groves (en) (1999-) : chant, mandoline, guitare,
- Kristin Andreassen (en) (2003-) : chant, guitare, fiddle, clogging,
- Stephanie Coleman (2010-) : chant, fiddle,
- Paula Bradley (2010-) : chant, banjo, banjo ukulele (en), clogging,
- Rachel Eddy (2010-) : chant, banjo, fiddle, basse.

### Anciens membres
- Jo Serrapere (1999-2003) : chant, etc.
- Amanda Kowalski (~2000-2003) : bass, chant
- Casey Henry (~2000-2003) : banjo, chant
- Sally Truitt (~2000-2003) : bass, chant
- Tahmineh Gueramy (~2000-2003) : fiddle, chant
- Rayna Gellert (en) (2003-2010) : chant, fiddle
- Abigail Washburn (2003-2010) : banjo, chant
- Sharon Gilchrist (en) (2004-2005, 2010) : basse
- Bryn Davies (en) : basse

### Bassistes
Le groupe a souvent changé de bassiste. Pendant près de quatre ans, Amanda Kowalski a joué de la contrebasse. Sharon Gilchrist (en) a rejoint le groupe fin 2004, elle est sur l'EP Raise a Ruckus. La liste de bassistes ayant joué avec Uncle Earl est longue ; sur le site web, le groupe mentionne : Eric Thorin, Sally Truitt, Erin Coats Youngberg, Alana Rocklin, Mary Lucey, Bryn Davies, Laura Cortese, Kyle Kegerreis, Missy Raines, et Dan Rose, qui est sur l'album She Waits for Night. Youngberg et Thorin jouent sur l'album Waterloo, Tennessee.

## Discographie

### Albums studio
- 2002 : She Went Upstairs
- 2005 : She Waits for Night
- 2007 : Waterloo, TN

### EPs
- 2004 : Going to the Western Slope EP
- 2004 : Raise a Ruckus EP